# Jan Kanty Wodzicki
Jan Kanty Wodzicki herbu Leliwa (zm. 1821 w Krakowie) – kanonik krakowski od 1760, opat komendatoryjny mogilski od 1764, prezydent Trybunału Głównego Koronnego, scholastyk wiślicki, odznaczony Orderem Orła Białego w 1792, kawaler Orderu Świętego Stanisława od 1782. , prałat krakowskiej kapituły katedralnej w 1818 roku.
Jako kanonik krakowskiej kapituły katedralnej przystąpił do Konfederacji Generalnej Królestwa Polskiego w 1812 roku.